# Алексеевич, Фёдор Павлович
Фёдор Павлович Алексеевич (18 февраля 1934, п. Озерный, Житковичский район — 16 июня 2022) — шлифовщик 11-го Государственного подшипникового завода, гор. Минск, Белорусская ССР. Герой Социалистического Труда (1960).
Окончил Белорусский институт народного хозяйства имени Куйбышева в 1970 году. С 1956 года — на 11-м Государственном подшипниковом заводе в г. Минске: станочник, шлифовщик-оператор, с 1962 года — заместитель председателя завкома профсоюза.
Указом Президиума Верховного Совета СССР от 28 мая 1960 года за переход на самообслуживание станков, за звание бригад и ударников коммунистического труда был удостоен звания Героя Социалистического Труда с вручением ордена Ленина и золотой медали «Серп и Молот».
Фёдор Павлович Алексеевич скончался 16 июня 2022 года .